# Spy Groove
Spy Groove es una serie de dibujos animados que fue emitida por la cadena televisiva MTV entre los años 2000 y 2002. Consta tan solo de 13 episodios.
A pesar de su brevedad, Spy Groove fue bastante seguida por sus diálogos sarcásticos y por el comportamiento de los protagonistas.
El argumento general trata acerca de dos agentes secretos, Agente 1 y Agente 2, elegantes, presumidos, snobs y sobre todo, mujeriegos, que trabajan a las órdenes de la autoritaria Helena Troy (en homenaje a la Helena de Troya griega).
La serie fue dirigida por Saúl Andrew Blinkoff y Elliot M. Bour, pero el alma del proyecto fue Michael Gans, quien creó a los personajes y además doblaba en la versión original a algunos de ellos.
El diseño de Spy Groove fue uno de los puntos determinantes de su éxito, a pesar de que la animación era básica, sin apenas frames por minuto, y hecha por ordenador; sus colores brillantes, el uso de la línea negra al estilo del cómic, las sombras y las paletas de color de inmediato conectaron con el espectador más joven, ya que por su estilo recordaban tanto al diseño de moda como a la vanguardia estética, a la manera de otras series como Las Supernenas o El laboratorio de Dexter, de la cadena Cartoon Network.
A todo esto se le añadió un toque kitsch y típicamente americano que terminó de redondear el estilo global de esta serie de animación.
- Datos: Q2898242